# Митогены
Митогены — пептиды или небольшие белки, индуцирующие клеточное деление, митоз. Митогенезом называют вступление клетки в процесс деления, как правило, под действием митогена. Механизм действия митогенов обеспечивается путями передачи сигнала, включающими митоген-активируемые протеинкиназы (MAPK) и приводящими к митозу.

## Клеточный цикл
Митогены в основном действуют через ряд белков, которые участвуют в ограничении процесса клеточного цикла. Митогены действуют на G1-фазу как контрольную точку клеточного цикла. В случае преодоления этой контрольной точки клетка более не нуждается в митогене для продолжения деления. Точка в G1-фазе, в которой клетка более не контролируется митогеном, называется точкой рестрикции. После точки рестрикции клеточное деление зависит от циклинов. Один из наиболее важных из них является ген TP53, продуцирующий ряд белков p53. Вместе с семейством генов и белков Ras и Ras-зависимых сигнальных путей он подавляет циклин D1 в отсутствии митогена. В присутствии митогена образуется достаточное количество циклина D1, что запускает каскады образования других циклинов, стимулирующих клетку к клеточному делению. В организме митогены образуются как эндогенные сигнальные молекулы, стимулирующие клетку к вступлению в митоз. Однако и экзогенные внешние митогены могут приводить к этому процессу без внутренних сигналов.

## Эндогенные митогены
Митогены могут быть как эндогенными, так и экзогенными факторами. Функция внутренних митогенов заключается в контролировании клеточного деления как нормальной и необходимой части клеточного цикла многоклеточных организмов. Например, у рыбы данио-рерио эндогенный митоген Nrg1 образуется в ответ на повреждение сердца. Он вызывает увеличение клеточного деления во внешних слоях сердца, что приводит к образованию новых слоёв сердечной мышцы для замены повреждённых. Однако этот сигнальный путь может приводить и к неблагоприятным последствиям, если Nrg1 образуется без сердечного повреждения, так как он может привести к увеличению сердца. Некоторые факторы роста, такие как факторы роста эндотелия сосудов (VEGF), могут действовать как митогены, напрямую вызывая клеточный рост за счёт индуцирования клеточной репликации. Другие факторы роста действуют опосредованно, вызывая секрецию митогенов. Такие факторы роста не способны сами приводить к клеточной пролиферации, например, при добавлении in vitro, в отличие от VEGF. К другим распространённым митогенным факторам роста относятся тромбоцитарный фактор роста (PDGF) и эпидермальный фактор роста (EGF).

## Митогены и злокачественные опухоли
Митогены играют важную роль в онкологических исследованиях возникновения злокачественных опухолей благодаря своему влиянию на клеточный цикл. Основной характеристикой злокачественной опухоли является отсутствие или нарушение контроля клеточного цикла. Как правило, это результат комбинации двух нарушений: раковые клетки теряют зависимость от митогенов и становятся нечувствительными к антимитогенам.

### Независимость от митогенов
В отличие от нормальных клеток, для пролиферации которых требуются внутренние или внешние митогены, раковые клетки способны расти, размножаться и реплицировать без митогенов. Такая ситуация может возникнуть несколькими путями.
Во-первых, раковые клетки могут начать продуцировать собственные митогены, то есть размножаться за счёт т. н. аутокринной стимуляции. В результате этого возникает цикл положительной обратной связи, когда раковые клетки синтезируют собственные митогены, вызывая пролиферацию, что, в свою очередь, приводит к увеличению количества клеток и, значит, к ещё большему повышению образования митогенов. Пример такого пути возникновения злокачественных опухолей — это один из наиболее первых обнаруженных митогенов, белок p28sis вируса SSV, который вызывает опухолеобразование у животных. Белок p28sis является практически идентичным по аминокислотному составу с PDGF человека. Таким образом клетки, заражённые вирусом, начинают синтезировать митогенный вирусный белок и перестают контролироваться организмом. Если уровень синтезированного клетками p28sis оказывается достаточным для неконтролируемой пролиферации, это приводит к образованию злокачественной опухоли.
Во-вторых, независимость раковых клеток от митогенов может возникать в результате мутаций митогенных рецепторов. Протеинкиназный домен митогенных рецепторов у раковых клеток часто становится гиперактивным, оставаясь включённым в отсутствии внутреннего митогена. Кроме этого, в некоторых случаях рак ассоциирован с повышенной продукцией митогенного рецептора на клеточной поверхности. В последнем случае клетки могут размножаться даже в присутствии небольшого количества митогена, которое не приводит к пролиферации нормальных клеток. Пример такого пути — тирозинкиназный рецептор HER2, который отвечает на стимуляцию митогенным фактором роста EGF. Аномально высокий уровень HER2 обнаруживается в 15-30 % случаев рака молочной железы, что приводит к стимуляции клеточного цикла даже в присутствии крайне низкого уровня EGF. Такой тип рака молочной железы классифицируется как гормон-зависимый, поскольку киназная активность у таких клеток связана с экспонированием одновременно фактора роста и эстрадиола.
Наконец, третий путь возникновения митогенной независимости раковых клеток — мутации эффекторных компонентов митогенных сигнальных путей. У человека важный митогенный сигнальный путь — путь Ras-Raf-MAPK. Как правило, митогенная стимуляция активирует белки Ras, что приводит к активации сигнальных путей митоген-активируемых протеинкиназ MAPK с последующей экспрессией белков, отвечающих за стимуляцию клеточного цикла. У большинства, если не у всех раковых клеток имеется определённая мутация в сигнальном пути Ras-Raf-MAPK, чаще всего — в белках Ras. Такие мутации могут приводить к постоянной активности этого сигнального пути вне зависимости от присутствия митогенов.

### Устойчивость к антимитогенам
Клеточная пролиферация часто регулируется не только митогенами, но и ингибиторами — антимитогенами, которые блокируют клеточный цикл от перехода через G1-фазу. В нормальной клетке существуют антимитогенные механизмы, такие как сигналы о повреждении ДНК, предотвращающие репликацию и деление. Раковые клетки, в которых нарушен подобный защитный механизм, продолжают делиться даже в случае, когда деление должно быть заблокировано антимитогенным механизмом. Устойчивость к антимитогенам может возникнуть у раковых клеток в результате слишком сильной стимуляцией митогенами либо в результате мутации в белках, отвечающих за нормальное функционирование антимитогенных механизмов. Например, один из наиболее хорошо изученных антимитогенов трансформирующий ростовой фактор бета (TGF-β) функционирует за счёт связывания с клеточными рецепторами и активации генов регуляторных белков семейства Smad. Белки Smad увеличивают экспрессию белка p15, который ингибирует циклин D1 и блокирует деление клетки. Во многих случаях мутация Smad с потерей функции приводит к нарушению этого антимитогенного механизма.

## В иммунологии
Лимфоциты входят в митоз после стимуляции митогенами или антигенами. В частности, B-лимфоциты могут начать деление после встречи с антигеном, который специфически взаимодействует с антителом-иммуноглобулином на поверхности клетки. T-лимфоциты входят в процесс деления при стимуляции митогеном и образуют лимфоциты, продуцирующие лимфокины, отвечающие за оптимизацию и улучшение иммунитета. Митоген-стимулированные B-лимфициты после деления образуют плазматические клетки, продуцирующие антитела к соответствующему антигену. В клинических исследованиях митогены используются для стимуляции лимфоцитов и оценки их иммунной функции. 
Ниже показаны митогены, наиболее используемые в клинических лабораториях:   
| Митоген                   | T-лимфоциты | B-лимфоциты |
| Фитогемагглютинин (PHA)   | зелёная ✓   | ❌          |
| Конканавалин A (conA)     | зелёная ✓   | ❌          |
| Липополисахарид (LPS)     | ❌          | зелёная ✓   |
| Митоген из лаконоса (PWM) | ❌          | зелёная ✓   |